# Old Town Eureka
Old Town Eureka ist ein Historic District in Eureka, Kalifornien.
Das historische, 141 Hektar große Viertel liegt an der 1st, 2nd und 3rd Street zwischen "C" und "M" Street. Die meisten Häuser stammen aus dem Viktorianischen Zeitalter. In der früheren Bank of Eureka, die 1911 im Renaissance Revival gebaut wurde, befindet sich seit 1960 das Clarke Memorial Museum, welches eine große Sammlung indianischer Korbwaren aus der Region enthält sowie hoheitliche Insignien und andere Artefakte der Hoopa, Karok und der Yurok. Das bekannteste Contributing Property, welches östlich außerhalb der eigentlichen Old Town liegt, ist das im Queen Anne Style errichtete Carson Mansion. Es gilt als eines der am häufigsten fotografierten und am besten erhaltenen Viktorianischen Gebäude in Kalifornien
Seit dem 30. November 1950 ist das Viertel von der Parkbehörde des Bundesstaats als California Historical Landmark registriert. Am 15. Oktober 1991 wurde Old Town Eureka mit 154 Contributing Properties in das National Register of Historic Places aufgenommen.